# جسیکا هنویک
جسیکا یو لی هنویک (انگلیسی: Jessica Yu Li Henwick؛ زادهٔ ۳۰ اوت ۱۹۹۲) یک بازیگر سینما اهل بریتانیا است. وی از سال ۲۰۱۰ میلادی تاکنون مشغول فعالیت بوده‌است.
از فیلم‌ها یا برنامه‌های تلویزیونی که وی در آن نقش داشته‌است می‌توان به جنگ ستارگان: نیرو برمی‌خیزد، و ایفای نقش شخصیت کالین وینگ در مجموعهٔ تلویزیونی نتفلیکس با عنوان مشت آهنی اشاره کرد.

## اوایل زندگی
هنویک در شهر ساری انگلستان، دختر مادری سنگاپوری-چینی تئوچو و پدری انگلیسی زاده شد و بزرگ شد. پدرش، مارک، نویسنده است و مادرش بازنشسته خرده فروشی است. او یک برادر بزرگتر و یک برادر کوچکتر دارد. او در مدرسه تئاتر Redroofs و تئاتر ملی جوانان آموزش دید.

## حرفه
در ژوئن ۲۰۰۹، اعلام شد که هنویک برای نقش اصلی بو برای برنامه بی‌بی‌سی Spirit Warriors انتخاب شده‌است و او را به اولین بازیگر زن آسیای شرقی تبدیل می‌کند که نقش اصلی یک سریال تلویزیونی بریتانیایی را بازی می‌کند. برای این نقش، هنویک در ووشو با طراح رقص هنرهای رزمی جود پویر آموزش دید. این نمایش نامزد چندین جایزه از جمله جوایز پخش ۲۰۱۱ شد.
در اوایل سال ۲۰۱۳، هنویک اولین تئاتر حرفه ای خود را در اولین نمایش بین‌المللی Running on the Cracks بر اساس کتاب جولیا دونالدسون انجام داد. آلن رادکلیف از روزنامه تایمز عملکرد "عالی" و "تحقیر شده" او را تحسین کرد، در حالی که گاردین نوشت: "هنویک با حضور فیزیکی فوق‌العاده، حس درستکاری، اشتیاق و سردرگمی نوجوانی را به تصویر می‌کشد که تلاش می‌کند نظم را در جهانی ناعادلانه ایجاد کند. جویس مک میلان منتقد تئاتر نوشت که هنویک در نقش لئو برجسته بود.
بعداً در همان سال او برای نقش جین جونگ ترنکا در درام Obsession: Dark Desires انتخاب شد که ژانویه ۲۰۱۴ پخش شد. این اقتباس جزئیات تعقیب ترنکا در مینه سوتا، ۱۹۹۱ را نشان می‌دهد که او در کتاب خود به نام The Language of Blood جزئیات آن را شرح می‌دهد. هنویک نیز به گروه بازیگران پیوست. ابریشم به عنوان شاگرد وکیل جدید امی. این سریال به‌طور متوسط در هر قسمت ۵ میلیون بیننده داشت. او نقش خود را برای سریال رادیویی اسپین آف Silk: The Clerks' Room بازی کرد.
در سال ۲۰۱۵ هنویک به بازیگران سریال HBO Game of Thrones در فصل ۵ در نقش Nymeria Sand پیوست. او تا فصل ۷ به ایفای این نقش ادامه داد.
هنویک در فیلم Star Wars: The Force Awakens نقش خلبان X-wing جس پاوا را بازی کرد. نام کامل این شخصیت جسیکا «تستور» پاوا در رمان اسپین‌آف The Weapon of a Jedi: A Luke Skywalker Adventure است. شخصیت پاوا علی‌رغم زمان محدودش روی صفحه نمایش، به محبوبیت طرفداران تبدیل شده‌است. پاوا بعداً به عنوان یک شخصیت فرعی در مجموعه کتاب‌های مصور جنگ ستارگان: پو دامرون ظاهر شد که از سال ۲۰۱۶ تا ۲۰۱۸ پخش شد.
در سال ۲۰۱۷، هنویک در نقش کولین وینگ در سریال تلویزیونی مشت آهنین نتفلیکس ظاهر شد. اگرچه استقبال منتقدان از مشت آهنین به‌طور کلی منفی بود، بازی هنویک در این سریال با استقبال خوبی روبرو شد. او این نقش را برای سریال مدافعان و همچنین فصل دوم لوک کیج ایفا کرد.
در پایان سال ۲۰۱۷، هنویک به‌عنوان یکی از برترین ستارگان ورایتی ثبت شد. در سال ۲۰۲۰، او در فیلم علمی تخیلی فاکس زیر آب، و فیلم‌های عشق و هیولاها و سوفیا کاپولا روی صخره‌ها همبازی شد. در همان سال بود. در فهرست ستارگان در حال ظهور هالیوود ریپورتر قرار گرفت و جایزه Brit to Watch را در جشنواره فیلم نیوپورت بیچ دریافت کرد. در سال ۲۰۲۰، او برای بازی در مرد خاکستری انتخاب شد. در سال ۲۰۲۱، او در فیلم Knives Out 2 انتخاب شد.
در سال ۲۰۲۱، او در فیلم رستاخیز ماتریکس بازی کرد. IGN هنویک را «بهترین بخش رستاخیز» نامید، در حالی که ددلاین هالیوود گفت که او «آن چیزی است که فیلم را ارزش دیدن دارد.» او نامزد بهترین بازیگر نقش مکمل زن توسط Gold House و CAPE شد.

## نویسندگی
در سال ۲۰۲۰، اعلام شد که آمازون سریال Nancy Wu Done It را انتخاب کرده‌است، سریال بزرگسالان جوانی که هنویک یکی از نویسندگان آن بود. او همچنین یک مینی سریال در حال ساخت با Emu Films دارد.
او قبلاً چندین فیلم کوتاه از جمله بالیکو را که برای اولین بار در جشنواره فیلم گوتنبرگ در سال ۲۰۱۹ به نمایش درآمد، و The Heart of the Forest که برنده بهترین فیلمنامه اورجینال در جشنواره فیلم آسیایی و جایزه عالی جشنواره فیلم شد، نوشته و تهیه کرده‌است. همچنین نامزد بهترین فیلم جشنواره فیلم کپنهاگ شد.

## گزیدهٔ فیلم‌شناسی
از فیلم‌ها یا برنامه‌های تلویزیونی که وی در آن نقش داشته‌است می‌توان به آثار زیر اشاره کرد.

### فیلم
| سال  | عنوان                             | نقش             | توضیحات    |
| ---- | --------------------------------- | --------------- | ---------- |
| ۲۰۰۹ | سنت ترینیان ۲: افسانه طلای فریتون | Globe Girl      | Uncredited |
| ۲۰۱۴ | Dr Liebenstein                    | Rachel          |            |
| ۲۰۱۵ | Dragonfly                         | Paula Reid      |            |
| ۲۰۱۵ | جنگ ستارگان: نیرو برمی‌خیزد        | Jessika Pava    |            |
| ۲۰۱۶ | The Head Hunter                   | Aiko Koo        |            |
| ۲۰۱۷ | تازه بودن                         | Joanne          |            |
| ۲۰۱۷ | Rice on White                     | Elena           |            |
| ۲۰۱۸ | Yo! My Saint                      | Muse            | with کنزو  |
| ۲۰۲۰ | زیر آب                            | Emily Haversham |            |
| ۲۰۲۰ | نوشیدنی با یخ                     | Fiona Saunders  |            |
| ۲۰۲۰ | عشق و هیولاها                     | Aimee           |            |
| ۲۰۲۱ | رستاخیزهای ماتریکس                | Bugs            |            |
| ۲۰۲۲ | مرد خاکستری                       |                 |            |
| ۲۰۲۲ | گلس آنین: یک چاقوکشی اسرارآمیز    |                 |            |
| ۲۰۲۳ | هتل رویال                         |                 |            |
| ۲۰۲۴ | کوکو                              |                 |            |

### تلویزیون
| سال       | عنوان                     | نقش                           | توضیحات                       |
| --------- | ------------------------- | ----------------------------- | ----------------------------- |
| ۲۰۱۰      | Spirit Warriors           | Bo                            | Main role; 10 episodes        |
| ۲۰۱۲      | The Thick of It           | Charlotte                     | Episode: #4.1                 |
| ۲۰۱۴      | Obsession: Dark Desires   | Jane Jeong Trenka             | Episode: "Silent Scream"      |
| ۲۰۱۴      | Silk                      | Amy Lang                      | Main role; 5 episodes         |
| ۲۰۱۴      | Lewis                     | Chloe Ilson                   | Guest role; 2 episodes        |
| ۲۰۱۵–۲۰۱۷ | بازی تاج‌وتخت              | فهرست شخصیت‌های ترانه یخ و آتش | Recurring role; 8 episodes    |
| ۲۰۱۷      | Fortitude                 | Bianca Mankyo                 | Episode: #2.1                 |
| ۲۰۱۷–۲۰۱۸ | آیرون فیست                | کالین وینگ                    | Main role; 23 episodes        |
| ۲۰۱۷      | مدافعان                   | کالین وینگ                    | Main role; 6 episodes         |
| ۲۰۱۸      | لوک کیج                   | کالین وینگ                    | Episode: "Wig Out"            |
| ۲۰۲۰–     | خون زئوس                  | Alexia                        | Voice                         |
| ۲۰۲۱–     | Moley                     | Dotty                         | Main role; voice; also writer |
| ۲۰۲۱–۲۰۲۲ | Blade Runner: Black Lotus | Elle                          | Main role; voice              |
| ۲۰۲۲      | Twilight of the Gods      | Sandraudiga                   | Post production               |

### بازی
| سال       | عنوان                                   | نقش            | توضیحات |
| --------- | --------------------------------------- | -------------- | ------- |
| ۲۰۱۵–۲۰۱۶ | Dreamfall Chapters: The Longest Journey | Enu Hanna Roth |         |

### تئاتر صحنه ای
| سال  | عنوان                 | نقش | توضیحات       |
| ---- | --------------------- | --- | ------------- |
| ۲۰۱۳ | Running on the Cracks | Leo | National tour |

### رادیو
| سال       | عنوان                     | نقش      | توضیحات                                    |
| --------- | ------------------------- | -------- | ------------------------------------------ |
| ۲۰۱۱–۲۰۱۲ | North by Northamptonshire | Helen    | رادیو بی‌بی‌سی ۴ Sony Radio Award Nomination |
| ۲۰۱۳      | Monday to Friday          | Julie    | BBC Radio Scotland                         |
| ۲۰۱۴–۲۰۱۵ | Silk: The Clerks Room     | Amy Lang | Seasons 1 & 2                              |
| ۲۰۲۰      | Harrow Lake               | Narrator |                                            |
| ۲۰۲۰      | The Long Way Home         | Narrator |                                            |
| ۲۰۲۱      | Hold Still Vincent        | Faye     |                                            |

### فیلم کوتاه
| سال  | عنوان                   | نقش    | توضیحات                        |
| ---- | ----------------------- | ------ | ------------------------------ |
| ۲۰۱۴ | Balsa Wood              | Scotty |                                |
| ۲۰۱۶ | The Heart of the Forest | Akira  | Also writer                    |
| ۲۰۱۹ | Baliko                  | Mara   | Also writer                    |
| TBA  | شیائومی's Bus Girl      | June   | Also director; Post-production |
| TBA  | شیائومی's Sandwich Man  | June   | Also director; Post-production |

```
-->
```